# 203823 Zdanavičius
203823 Zdanavičius è un asteroide della fascia principale. Scoperto nel 2002, presenta un'orbita caratterizzata da un semiasse maggiore pari a 2,8968687 au e da un'eccentricità di 0,0503032, inclinata di 3,89885° rispetto all'eclittica.
L'asteroide era stato inizialmente battezzato 203823 Zdanavicius per poi essere corretto nella denominazione attuale.
L'asteroide è dedicato all'astronomo lituano Kazimieras Zdanavičius.